# La Orquestina del Fabirol
La Orquestina del Fabirol es un grupo de folclore surgido en 1986 en Zaragoza aunque residente en San Juan de Plan, comarca de Sobrarbe, en la comunidad autónoma de Aragón, España.
Han combinado en sus trabajos canciones cantadas tanto en castellano como en aragonés, en un total de nueve discos a lo largo de su carrera y han sido galardonados con el premio al "mejor grupo de música folk de España" en el Certamen Nacional de Jóvenes Intérpretes del año 1991. En noviembre de 2006, para conmemorar su 20 aniversario en la música, editan el libro De fabiroles y otras gaitas (ed. Rolde de Estudios Aragoneses, autor Javier Ferrández "Piri"), conteniendo el CD recopilatorio 20 años de fabirol y que es, prácticamente, una biografía del grupo hasta la fecha y de su compromiso con la música y la cultura aragonesas.

## Discografía
- Suda, suda, fabirol! (1989)
- Zorras, pollos y villanos (1992)
- Me'n baxé ta tierra plana (1994)
- Albada al Nacimiento (1996)
- Danzas de Sobrarbe (2000)
- Acumuer (2002)
- Ninonaninón (2005)
- 20 años de fabirol (en el libro De fabiroles y otras gaitas (2006)
- Pedro Saputo (2013)